# Peter Elliott
Peter Elliott (Reino Unido, 9 de octubre de 1962) fue un atleta británico, especializado en la prueba de 800 m en la que llegó a ser subcampeón mundial en 1987.

## Carrera deportiva
En el Mundial de Roma 1987 ganó la medalla de plata en los 800 metros, con un tiempo de 1:43.41 segundos, llegando a la meta tras el keniano Billy Konchellah y por delante del brasileño José Luiz Barbosa.